# Pemmation aspera
Pemmation aspera är en insektsart. Pemmation aspera ingår i släktet Pemmation och familjen Myerslopiidae.

## Underarter
Arten delas in i följande underarter:
- P. a. aspera
- P. a. cognata